# Арні Арасон
Арні Гейтур Арасон (ісл. Árni Gautur Arason; нар. 7 травня 1975, Рейк'явік, Ісландія) — ісландський футболіст, воротар. Також здобув освіту за спеціальністю «адвокат» в Університеті Ісландії.

## Клубна кар'єра
Народився в Рейк'явіку, але футбольну кар'єру розпочав в «Акранесі». У національному чемпіонаті дебютував 1994 року, але протягом наступних трьох років не отримав місця в стартовій одинадцятці і лише зрідка виходив на заміну, відіграв незначну роль у чемпіонствах 1994-1996 роках та перемозі в кубку Ісландії 1996 року. У футболці «Акранеса» зіграв лише 6 матчів і, зрештою, у сезоні 1997 року перебрався до «Стьярнана», з яким опустився на останнє місце в турнірній таблиці чемпіонату.
У 1998 році перейшов до «Русенборга». У перших 2-х сезонах, в яких «Русенборг» виграв чемпіонат Норвегії, залишався резервістом Йорна Ямтфалла. У 2000 році став основним воротарем, а в наступні сезони, тобто в 2000-2003 роках, став чемпіоном Норвегії й грав у груповому етапі Ліги чемпіонів з клубом з Тронгейма. У 2001 році також отримав премію Кніксена як найкращий воротар ліги.
Влітку 2003 року став воротарем «Манчестер Сіті», але весь сезон не грав у Прем'єр-лізі, оскільки програв конкуренцію Девіду Сімену та Девіду Джеймсу. Натомість провів 2 поєдинки у кубку Англії. У першому з них, проти «Тоттенгема» на «Вайт Гарт Лейн», «Сіті» програвали з рахунком 0:3 у перерві після жахливої гри в першій половині та вилучення Джої Бартона після свистка на перерву. Після удару головою Сільвена Дістіна на початку другого тайму «Сіті» програвала з рахунком 1:3, коли «шпори» здобули право виконати штрафний удар приблизно з 25 ярдів. Крістіан Циге вже перемагав Арні з такої ж відстані в першому таймі, але цього разу Арні зробив приголомшливий сейв однією рукою над поперечиною з повного стрибка ліворуч від себе, а Густаво Поєт отримав можливість без перешкод вдарити у порожні ворота, але Арні відскочив праворуч, щоб відбити й цей удар. Гол у вище вказаній ситуації, вочевидь, завершив би гру, але після блискучого подвійного сейву «Сіті» здобув перемогу з рахунком 4:3, яку згодом назвали найкращим камбеком в історії Кубку Англії.
У 2004 році повернувся до Норвегії, де став гравцем «Волеренги». Одразу ж став основним воротарем клубу і в 2005 році виграв з ним перший за 21 рік чемпіонат Норвегії. Грав настільки добре, що вдруге в кар'єрі був нагороджений премією Кніксена. У 2006 році посів зі столичним клубом 3-тє місце. У програному (0:3) товариському матчі з московським «Димамом» пропустив три м'ячі. 30 листопада 2007 року контракт Арні закінчився й він залишив «Волеренгу».
У березні 2008 році протягом нетривалого періоду часу виступав за південноафриканський «Танда Роял Зулу», де провів шість матчів. Того ж року повернувся до Норвегії, де уклав договір з «Одд». У січні 2011 року підписав контракт з бельгійським «Льєрсом».
Завершив кар’єру в травні 2012 року після того, як операція на його лікті не дала бажаних результатів.

## Кар'єра в збірній
У футболці національної збірної Ісландії дебютував 19 серпня 1998 року в переможному матчі (4:1) проти Латвії. Протягом наступних років змагався за місце в національному воротарі з досвідченим Біркіром Крістінссоном. У своїй кар'єрі грав у кваліфікації чемпіонату Європи 2000, чемпіонату світу 2002, чемпіонату Європи 2004, чемпіонату світу 2006 та чемпіонату Європи 2008 року. Загалом у футболці національної команди зіграв 71 поєдинок. Не брав участі в змаганнях за національну збірну після того, як 2007 року покинув норвезький клуб «Волеренга», його останні сім матчів були товариськими. У серпні 2010 року востаннє одягав футболку збірної, в домашньому (1:1) нічийному матчі проти Ліхтенштейну.

## Особисте життя
Восени 2005 року в Арні народилася дочку від своєї дівчини Сольвейг Торарінсдоттір.

## Статистика виступів

### Клубна
| Статистика клубних виступів | Статистика клубних виступів | Статистика клубних виступів | Статистика клубних виступів | Статистика клубних виступів | Статистика клубних виступів |
| Сезон                       | Клуб                        | Країна                      | Змагання                    | Матчі                       | Голи                        |
| --------------------------- | --------------------------- | --------------------------- | --------------------------- | --------------------------- | --------------------------- |
| 1994                        | «Акранес»                   | Ісландія                    | Урвалсдейлд                 | 1                           | 0                           |
| 1995                        | «Акранес»                   | Ісландія                    | Урвалсдейлд                 | 3                           | 0                           |
| 1996                        | «Акранес»                   | Ісландія                    | Урвалсдейлд                 | 2                           | 0                           |
| 1997                        | «Стьярнан»                  | Ісландія                    | Урвалсдейлд                 | 11                          | 2                           |
| 1998                        | «Русенборг»                 | Норвегія                    | Ті́ппеліга                   | 3                           | 0                           |
| 1999                        | «Русенборг»                 | Норвегія                    | Ті́ппеліга                   | 6                           | 0                           |
| 2000                        | «Русенборг»                 | Норвегія                    | Ті́ппеліга                   | 22                          | 0                           |
| 2001                        | «Русенборг»                 | Норвегія                    | Ті́ппеліга                   | 24                          | 0                           |
| 2002                        | «Русенборг»                 | Норвегія                    | Ті́ппеліга                   | 24                          | 0                           |
| 2003                        | «Русенборг»                 | Норвегія                    | Ті́ппеліга                   | 2                           | 0                           |
| 2003/04                     | «Манчестер Сіті»            | Англія                      | Прем'єр-ліга                | 0                           | 0                           |
| 2004                        | «Волеренга»                 | Норвегія                    | Ті́ппеліга                   | 12                          | 0                           |
| 2005                        | «Волеренга»                 | Норвегія                    | Ті́ппеліга                   | 26                          | 0                           |
| 2006                        | «Волеренга»                 | Норвегія                    | Ті́ппеліга                   | 26                          | 0                           |
| 2007                        | «Волеренга»                 | Норвегія                    | Ті́ппеліга                   | 26                          | 0                           |
| 2008                        | «Танда Роял Зулу»           | ПАР                         | Прем'єр-соккер ліга         | 6                           | 0                           |
| 2008                        | «Одд»                       | Норвегія                    | Перший дивізіон             | 9                           | 0                           |
| 2009                        | «Одд»                       | Норвегія                    | Ті́ппеліга                   | 29                          | 0                           |
|                             |                             |                             | Загалом в Урвалсдейлді      | 24                          | 0                           |
|                             |                             |                             | Загалом у Ті́ппелізі         | 152                         | 0                           |

## Досягнення

### Клубні
«Акранес»
- Урвалсдейлд
  -  Чемпіон (1): 1996
- Кубок Ісландії
  -  Володар (1): 1996
- Суперкубок Ісландії
  -  Володар (2): 1994, 1995

«Русенборг»
- Ті́ппеліга
  -  Чемпіон (3): 2000, 2001, 2002

- Кубок Норвегії
  -  Володар (1): 1999

«Волеренга»
- Ті́ппеліга
  -  Чемпіон (1): 2005

### Індивідуальні
- Футболіст року в Норвегії, номінація найкращий воротар (2): 2001, 2005